# بلاذر عملاق
بلاذر عملاق (الاسم العلمي: Anacardium giganteum) هي نوع من النباتات يتبع جنس البلاذر من فصيلة البلاذرية.